# Kruševica (Czarnogóra)
Kruševica (cyr. Крушевица) – wieś w Czarnogórze, w gminie Bar. W 2003 roku liczyła 1 mieszkańca.